# Der Hölle Rache kocht in meinem Herzen
Der Hölle Rache kocht in meinem Herzen (en idioma español, La venganza del infierno hierve en mi corazón) es un aria de la ópera de 1791 de Wolfgang Amadeus Mozart La flauta mágica, con libreto de Emanuel Schikaneder.
Es un aria de La Reina de la Noche. Entre sus más famosas intérpretes se encuentran las sopranos dramáticas de coloratura Edda Moser y Cristina Deutekom y las sopranos Sumi Jo, Edita Gruberová, Lucia Popp, Diana Damrau y Natalie Dessay.

## El aria

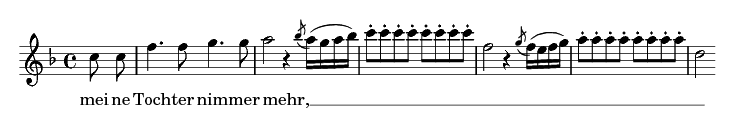
Primera coloratura

"Der Hölle Rache kocht in meinem Herzen", comúnmente abreviado "Der Hölle Rache", es a menudo mencionada como el "aria de la reina de la noche", a pesar de que la Reina de la Noche canta otra aria de la ópera llamada O zittre nicht, mein lieber Sohn. "Der Hölle Rache" es considerada como una de las arias más famosas de la ópera, memorable, rápida y amenazantemente grandiosa. 
El aria forma parte del segundo acto de la ópera La flauta mágica. Representa un ataque de ira vengativa, en la que la Reina de la Noche pone un cuchillo en la mano de su hija Pamina y la exhorta a asesinar a Sarastro, rival de la reina, amenazando a Pamina de una maldición si no cumple.

## Música
El aria está escrita en re menor, y está orquestada por flautas, oboes, fagot, trompa y trompeta, junto con timbales y las secciones de cuerda. Esta aria requiere una orquesta más grande que para "O zittre nicht".
El aria es ampliamente conocida por ser una pieza exigente y complicada para tener un buen desempeño. El rango del aria es de dos octavas, partiendo un fa4 hasta un impresionante fa6. La pieza requiere una alta tesitura. La demanda artística del contexto es muy dramática, requiere una voz con un centro rico, capaz de abordar con potencia la parte drámática y con buenos agudos para lograr con éxito el fa6.

## Letra
| Letra original en alemán | Traducción |
| --- | --- |
| Der Hölle Rache kocht in meinem Herzen!, Tod und Verzweiflung flammet um mich her! Fühlt nicht durch dich Sarastro Todesschmerzen, So bist du meine Tochter nimmermehr. Verstossen sei auf ewig, Verlassen sei auf ewig, Zertrümmert sei'n auf ewig Alle Bande der Natur Wenn nicht durch dich! Sarastro wird erblassen! Hört, Rachegötter, Hört der Mutter Schwur! | ¡La venganza del infierno hierve en mi corazón! ¡La muerte y la desesperación arden alrededor de mì! Si Sarastro no siente a través de ti el dolor de la muerte, entonces ya no serás mi hija jamás. Repudiada seas para siempre, abandonada seas para siempre. ¡Que se destruyan para siempre todos tus vínculos con la naturaleza si Sarastro no palidece por tu mano! ¡Oíd, dioses de la venganza! ¡Oíd el juramento de una madre! |

## Sopranos
La primera cantante en interpretar esta aria en el escenario fue la cuñada de Mozart Josepha Hofer, quien tenía en ese momento 33 años. Hofer tenía un extraordinario registro agudo y una ágil voz y aparentemente Mozart estaba familiarizado con la capacidad vocal de Hofer, por lo que escribió las dos arias para resaltar su voz. Posteriormente tomaría el rol Anna Schikaneder, sobrina de Emanuel Schikaneder, quien durante primera producción de la misma ópera interpretaba el rol del primer espíritu.
En tiempos modernos, un gran número de notables sopranos han realizado y registrado el aria, incluyendo Edda Moser, Natalie Dessay, Mado Robin, Milagros Poblador, Cristina Deutekom, Edita Gruberová, Sumi Jo, Erika Miklósa, Diana Damrau, Roberta Peters, Lucia Popp, Luciana Serra, Melissa Ferlaak, Beverly Sills, Rita Streich, Cheryl Studer, Arleen Augér, Joan Sutherland, Barbara Hendricks, Patricia Petibon y Sabine Devieilhe.
En 1967 fue esta aria la que inició la carrera de la desaparecida Arleen Augér, le valió un viaje a Viena en donde se presentó a las audiciones de la Wiener Staatsoper y fue descubierta por el empresario Josef Krips; y un contrato por siete años con la casa operística Volksoper a pesar de que ella no sabía palabra en alemán.
En 2004, la cantante Gianina D'Angelo incluyó una versión rock en su álbum "Esencias", posteriormente lanzando un videoclip de ésta.
En 2008, el grupo español Níobeth incluyó en su primer álbum una versión del aria adaptada al metal por Jesús Díez y cantada por la soprano Itea Benedicto.
June Anderson canta el aria en la película Amadeus.
Esta aria fue también la favorita de Florence Foster Jenkins (1868-1944), una cantante aficionada estadounidense que creía poder cantarla y se hizo famosa por masacrar la pieza.
También ha sido interpretada por la banda de symphonic doom metal The Legion Of Hetheria.